# Élections générales dominicaines de 2010
Des élections générales se sont tenues en République dominicaine le 16 mai 2010.
Lors d'un même scrutin, dans l'ensemble du pays, devaient être renouvelés les 178 députés de la Chambre, les 32 sénateurs, 155 maires, de même que 20 députés représentants du pays au Parlement centraméricain (Parlacen).
La Constitution de janvier 2010 prévoit un mandat de quatre années pour chacun. Cependant, afin que coïncident désormais les élections législatives, sénatoriales, municipales avec l'élection présidentielle, ce mandat-ci est accordé pour une durée de six années, soit jusqu'en 2016. Le Congrès se réunira pour la première fois le 16 août, jour auquel entreront aussi en fonction les maires et conseillers municipaux élus.
6 116 397 électeurs étaient appelés aux urnes, dans 32 provinces, 155 communes et 13 250 collèges électoraux. Un total de 4 036 sièges étaient à pourvoir, toutes fonctions confondues.

## Contexte électoral
Si le scrutin s'est déroulé dans un environnement relativement paisible, selon les observateurs internationaux, quelques violents incidents ont néanmoins été à déplorer, conduisant à la mort de quatre personnes, dont deux membres de l'opposition (PRD). Il a été rapporté sporadiquement des cas d'achat de cartes d'identité (empêchant le vote des porteurs de ces cartes) ainsi que des tirs d'armes en feu en l'air pour effrayer certains votants,,,.
L'abstention a été, selon les résultats définitifs de la Junte centrale électorale, de 43,56 %.
Le scrutin s'est déroulé sous le contrôle de la Mission d'observation électorale de l'Organisation des États américains, comprenant 53 observateurs, dirigés par Adam Blackwell.
Les sondages avaient annoncé la victoire du parti au pouvoir,, le PLD, dans des pourcentages cohérents avec les résultats malgré quelques erreurs, dont l'élection du candidat de l'opposition (PRD) dans la deuxième ville du pays, Santiago de los Caballeros, Gilberto Serulle, non prévue par les instituts.
Les résultats qui donnent une victoire totale au parti au pouvoir (quasi-unanimité au Sénat, majorité absolue à la Chambre des députés, grande majorité des mairies) offrent au Président Leonel Fernández une marge de manœuvre confortable pour l'application de sa politique et met, à l'inverse, le principal parti d'opposition en position difficile pour l'accession à la victoire lors de l'élection présidentielle de 2012. La victoire du PLD est due en partie aux alliances qui lui a permis de remporter 13 sièges supplémentaires de sénateurs.
La nouvelle Constitution, promulguée en janvier 2010, permet au Président de la République d'être réélu sans limitation, alors que la précédente n'autorisait que deux mandats consécutifs. La question de la rétroactivité de cet article n'a pas été déterminée avec précision. Certains observateurs évoquent la possibilité pour Leonel Fernández de profiter de cette large majorité pour faire voter une loi lui permettant une nouvelle candidature en 2012, ce que dément le parti.
À la suite de cette élection, le PRD a déposé des accusations de fraudes dans de nombreux secteurs, étudiées par la Junte centrale électorale. Le parti perdant a aussi, au vu de la composition du Sénat, proposé une négociation avec le parti vainqueur, afin d'obtenir quelques sièges dans les circonscriptions où les écarts ont été les plus faibles, cette proposition ayant été formellement rejetée. Le nombre de plaintes déposées auprès de la Junte centrale électorale a atteint 109, 56 venant du PRD, mais aussi 35 du PLD, 11 du PRSC et les autres de plus petits partis.

## Élections sénatoriales
Le Sénat comprend 32 membres, à raison d'un sénateur par province.

### Candidats
Grâce au jeu des alliances entre les partis, il y avait assez peu de candidats par province. Le parti au pouvoir, le PLD, et le principal parti d'opposition, le PRD, avaient chacun 32 candidats. Huit autres partis présentaient des candidats.
| Parti                                               | Candidats | Élus |
| --------------------------------------------------- | --------- | ---- |
| PLD (Parti de la libération dominicaine)            | 32        | 31   |
| PRD (Parti révolutionnaire dominicain)              | 32        | 0    |
| PRSC (Parti réformiste social-chrétien)             | 2         | 1    |
| UDC (Union démocrate chrétienne)                    | 3         | 0    |
| PVUD (Parti vert de l'union démocratique)           | 2         | 0    |
| MIUCA (Mouvement indépendance, union et changement) | 19        | 0    |
| ASD (Alliance sociale dominicaine)                  | 1         | 0    |
| PRSD (Parti révolutionnaire social-démocrate)       | 17        | 0    |
| PRI (Parti révolutionnaire indépendant)             | 18        | 0    |
| PDI (Parti démocrate institutionnel)                | 3         | 0    |
| DxC (Dominicains pour le changement)                | 3         | 0    |
| Total                                               | 132       | 32   |

### Résultats
Le parti au pouvoir, PLD (Parti de la libération dominicaine), a obtenu 31 des 32 sièges, le dernier revenant au PRSC (Parti réformiste social-chrétien) dans la province de La Altagracia.

## Élections législatives
La Chambre des députés comprend 190 membres, à raison d'un député pour environ 50 000 habitants (ou fraction de 25 000) dans 48 circonscriptions, avec un minimum de deux députés par circonscription (soit un total de 178 députés), 5 députés élus au niveau national par accumulation de votes et 7 députés représentant les Dominicains de l'extérieur. Ces 7 députés ne seront cependant élus qu'aux prochaines élections de 2016.
L'élection des députés est basée sur le double principe de la proportionnelle et du « vote préférentiel ». Dans un premier temps, chaque parti obtient un nombre de sièges proportionnel aux résultats de la circonscription. Chaque bulletin de vote comporte pour chaque parti autant de candidats que de sièges à pourvoir dans la circonscription. L'électeur doit marquer le candidat de son choix et celui qui a remporté le plus de voix prend la première place de la liste des sièges à pourvoir.

### Circonscriptions électorales
| Province               | N° circonscription | Nombre de députés |
| ---------------------- | ------------------ | ----------------- |
| Azua                   | 1                  | 4                 |
| Bahoruco               | 1                  | 2                 |
| Barahona               | 1                  | 4                 |
| Dajabon                | 1                  | 2                 |
| Distrito Nacional      | 1                  | 6                 |
| Distrito Nacional      | 2                  | 5                 |
| Distrito Nacional      | 3                  | 7                 |
| Duarte                 | 1                  | 4                 |
| Duarte                 | 2                  | 2                 |
| El Seibo               | 1                  | 2                 |
| Elías Piña             | 1                  | 2                 |
| Espaillat              | 1                  | 5                 |
| Hato Mayor             | 1                  | 2                 |
| Hermanas Mirabal       | 1                  | 2                 |
| Independencia          | 1                  | 2                 |
| La Altagracia          | 1                  | 4                 |
| La Romana              | 1                  | 4                 |
| La Vega                | 1                  | 6                 |
| La Vega                | 2                  | 2                 |
| María Trinidad Sánchez | 1                  | 3                 |
| Monseñor Nouel         | 1                  | 3                 |
| Monte Cristi           | 1                  | 2                 |
| Monte Plata            | 1                  | 4                 |
| Pedernales             | 1                  | 2                 |
| Peravia                | 1                  | 3                 |
| Puerto Plata           | 1                  | 4                 |
| Puerto Plata           | 2                  | 2                 |
| Samaná                 | 1                  | 2                 |
| San Cristobal          | 1                  | 4                 |
| San Cristobal          | 2                  | 4                 |
| San Cristobal          | 3                  | 3                 |
| San José de Ocoa       | 1                  | 2                 |
| San Juan               | 1                  | 3                 |
| San Juan               | 2                  | 2                 |
| San Pedro de Macorís   | 1                  | 4                 |
| San Pedro de Macorís   | 2                  | 2                 |
| Sanchez Ramirez        | 1                  | 3                 |
| Santiago               | 1                  | 8                 |
| Santiago               | 2                  | 4                 |
| Santiago               | 3                  | 6                 |
| Santiago Rodriguez     | 1                  | 2                 |
| Santo Domingo          | 1                  | 6                 |
| Santo Domingo          | 2                  | 4                 |
| Santo Domingo          | 3                  | 8                 |
| Santo Domingo          | 4                  | 6                 |
| Santo Domingo          | 5                  | 5                 |
| Santo Domingo          | 6                  | 7                 |
| Valverde               | 1                  | 3                 |
| Total                  | 48                 | 178               |

### Candidats
Grâce au jeu des alliances entre les partis, il y avait assez peu de candidats par province. Le parti au pouvoir, le PLD, et le principal parti d'opposition, le PRD, avaient chacun des candidats dans l'ensemble des 48 circonscriptions électorales pour chacun des 178 sièges à pourvoir. Huit autres partis présentaient aussi des candidats dans les circonscriptions.

#### Par circonscription
| Parti                                               | Candidats | Élus |
| --------------------------------------------------- | --------- | ---- |
| PLD (Parti de la libération dominicaine)            | 178       | 105  |
| PRD (Parti révolutionnaire dominicain)              | 178       | 75   |
| PRSC (Parti réformiste social-chrétien)             | 12        | 3    |
| UDC (Union démocrate chrétienne)                    | 9         |      |
| PVUD (Parti vert de l'union démocratique)           | 6         |      |
| MIUCA (Mouvement indépendance, union et changement) | 78        |      |
| ASD (Alliance sociale dominicaine)                  | 10        |      |
| PRSD (Parti révolutionnaire social-démocrate)       | 124       |      |
| PRI (Parti révolutionnaire indépendant)             | 104       |      |
| PDI (Parti démocrate institutionnel)                | 14        |      |
| DxC (Dominicains pour le changement)                | 67        |      |
| Total                                               | 780       | 183  |

#### Au niveau national
Les 17 partis suivants ont chacun présenté 5 candidats au niveau national, selon la règle de l'accumulation de votes : 
- PLD (Parti de la libération dominicaine)
- PRD (Parti révolutionnaire dominicain)
- PRSC (Parti réformiste social-chrétien)
- BIS (Bloc institutionnel social-démocrate)
- PQDC (Parti quisqueyen démocrate-chrétien)
- UDC (Union démocrate-chrétienne)
- PTD (Parti des travailleurs dominicains)
- PPC (Parti populaire chrétien)
- MIUCA (Mouvement indépendance, union et changement)
- ASD (Alliance sociale dominicaine)
- PRSD (Parti révolutionnaire social-démocrate)
- PUN (Parti d'unité nationale)
- PASOVE (Parti socialiste vert)
- PRI (Parti révolutionnaire indépendant)
- PDI (Parti démocrate institutionnel)
- PAL (Parti d'action libérale)
- DxC (Dominicains pour le changement).

Les cinq partis non représentés à la chambre selon le vote par circonscription ayant obtenu le meilleur total de voix au niveau national peuvent envoyer un député à l'assemblée, à condition d'avoir obtenu plus de 1 % des voix sur l'ensemble du pays. Si ce pourcentage n'est pas atteint, les partis ayant déjà obtenu des sièges selon le principe du vote par circonscription obtiennent un député supplémentaire.

### Résultats
Le parti au pouvoir, PLD (Parti de la libération dominicaine), a obtenu la majorité des voix dans 31 des 32 provinces. Selon le mode de scrution proportionnel avec vote préférentiel, la répartition des sièges est la suivante : 105 députés du PLD (41,64 % des voix au niveau national), 75 du PRD (38,40 % des voix) et 3 du PRSC (6,17 % des voix).
Aucun des « petits partis » ayant présenté un candidat au niveau national n'a atteint le minimum de 1 %. En effet, en dehors du PLD, du PRD et du PRSC, les quatre partis ayant obtenu plus de 1 % des voix au niveau national n'avaient pas présenté de député national. Les cinq députés nationaux sont donc désignés parmi les cinq partis ayant obtenu le plus de voix dans le pays.
Sur les 178 députés siégeant au moment du scrutin, 87 d'entre eux n'ont pas été réélus, dont certaines figures de la chambre présentes depuis 24 ans

## Élections municipales
Chacune des 155 communes (municipios) comprend un maire (alcalde), un maire-adjioint (vice-alcalde) et de 5 à 19 conseillers municipaux (regidores), selon la taille de la commune (pour un total national de 1 149). De même, chacun des 229 districts municipaux (district appartenant à une commune avec à sa tête un directeur de district et plusieurs adjoints (vocales)) devait renouveler son conseil.

### Candidats et résultats
| Parti                                               | Maires élus |
| --------------------------------------------------- | ----------- |
| PLD (Parti de la libération dominicaine)            | 92          |
| PRD (Parti révolutionnaire dominicain)              | 57          |
| PRSC (Parti réformiste social-chrétien)             | 4           |
| APD (Alliance pour la démocratie)                   | 0           |
| PQDC (Parti quisquyen démocrate-chrétien)           | 0           |
| UDC (Union démocrate chrétienne)                    | 1           |
| PVUD (Parti vert de l'union démocratique)           | 0           |
| PPC (Parti populaire chrétien)                      | 1           |
| PLRD (Parti libéral de la République dominicaine)   | 0           |
| MIUCA (Mouvement indépendance, union et changement) | 0           |
| ASD (Alliance sociale dominicaine)                  | 0           |
| PRSD (Parti révolutionnaire social-démocrate)       | 0           |
| PASOVE (Parti socialiste vert)                      | 0           |
| PRI (Parti révolutionnaire indépendant)             | 0           |
| PDI (Parti démocrate institutionnel)                | 0           |
| PAL (Parti d'action libérale)                       | 0           |
| DxC (Dominicains pour le changement)                | 0           |
| MIUP (Mouvement indépendant unité et progrès)       | 0           |
| Total                                               | 155         |